# Carl Bonde
Pour les articles homonymes, voir Bonde.
Carl Gustaf Bonde, né le 28 avril 1872 et décédé le 13 juin 1957 à Hörningsholm, est un cavalier suédois de dressage. Lors des Jeux olympiques d'été de 1912 à Stockholm, il remporte la médaille d'or du dressage devenant ainsi le premier champion olympique de l’histoire de la discipline. Aux Jeux de 1928, il termine médaillé d'argent de l'épreuve par équipes avec ses compatriotes Janne Lundblad et Ragnar Olson.

## Carrière
Carl Bonde participe aux Jeux olympiques d'été de 1912 à Stockholm et remporte la médaille d'or de l'épreuve individuelle de dressage sur son cheval Emperor.
Il est aussi présent aux Jeux olympiques d'été de 1928 à Amsterdam sur sa monture Ingo; dix-neuvième en dressage individuel, il fait partie de l'équipe suédoise de dressage médaillée d'argent.